# Melomys howi
Melomys howi és una espècie de mamífer rosegador de la família dels múrids. Són rosegadors de petites dimensions, amb una llargada de cap a gropa de 111,5 a 112,2 mm, una cua de 135,6 a 137,2 mm i un pes de fins a 73 g. Es troba exclusivament a Riama (Indonèsia), una petita illa a l'oest de Selaru a l'arxipèlag Tanimbar. Es tenen poques dades de l'espècie, però és possible que sigui present en altres illes del grup. Està estretament relacionada i és similar a M. lutillus. La Unió Internacional per la Conservació de la Natura, considerant la falta d'informació sobre l'àmbit de distribució, classifica M. howi com a espècie amb "dades insuficients" (DD).